# Кёрлинг в сезоне 2023/2024
Сезон 2023—24 в кёрлинге начинается в июне 2023 года и заканчивается в мае 2024 года.
Примечание. В турнирах с участием мужских и женских команд сначала указаны победители мужских турниров.

## Турниры Всемирной федерации кёрлинга
источник:

### Чемпионаты
| Турнир                                                                                                | Турнир                                                                                                | Турнир                                                                                                | Золото                                                                                        | Серебро | Бронза                                                                                              |
| --- | --- | --- | --------------------------------------------------------------------------------------------- | --- | --------------------------------------------------------------------------------------------------- |
| Чемпионат мира по кёрлингу среди смешанных команд 2023 Абердин, Шотландия, 14–21 октября              | Чемпионат мира по кёрлингу среди смешанных команд 2023 Абердин, Шотландия, 14–21 октября              | Чемпионат мира по кёрлингу среди смешанных команд 2023 Абердин, Шотландия, 14–21 октября              | Швеция (Юхан Нюгрен)                                                                          | Испания (Серхио Вес)                                                                                                | Канада (Феликс Асселен)                                                                             |
| Панконтинентальный чемпионат по кёрлингу 2023 Келоуна, Канада, 29 октября – 4 ноября                  | A | М | Канада (Брэд Гушу)                                                                            | Республика Корея (Пак Чон Док)                                                                                      | Япония (Рику Янагисава)                                                                             |
| Панконтинентальный чемпионат по кёрлингу 2023 Келоуна, Канада, 29 октября – 4 ноября                  | A | Ж | Республика Корея (Ким Ынджи)                                                                  | Япония (Сацуки Фудзисава)                                                                                           | США (Табита Питерсон)                                                                               |
| Панконтинентальный чемпионат по кёрлингу 2023 Келоуна, Канада, 29 октября – 4 ноября                  | B | М | Китай (Ма Сююэ)                                                                               | Филиппины (Марк Пфистер)                                                                                            | Гонконг (Джейсон Чан)                                                                               |
| Панконтинентальный чемпионат по кёрлингу 2023 Келоуна, Канада, 29 октября – 4 ноября                  | B | Ж | Китай (Хань Юй)                                                                               | Ямайка (Cristiene Hall)                                                                                             | Бразилия (Анна Сибуя)                                                                               |
| Чемпионат мира по кёрлингу на колясках (группа Б) 2023 Лохья, Финляндия, 5–10 ноября                  | Чемпионат мира по кёрлингу на колясках (группа Б) 2023 Лохья, Финляндия, 5–10 ноября                  | Чемпионат мира по кёрлингу на колясках (группа Б) 2023 Лохья, Финляндия, 5–10 ноября                  | Словакия (Петер Затько)                                                                       | Эстония (Айн Виллау)                                                                                                | Италия (Egidio Marchese)                                                                            |
| Чемпионат Европы по кёрлингу 2023 Абердин (див. A) и Перт (див. B), Шотландия, 18–25 ноября           | A | М | Шотландия (Брюс Моуэт)                                                                        | Швеция (Никлас Эдин)                                                                                                | Швейцария (Янник Шваллер)                                                                           |
| Чемпионат Европы по кёрлингу 2023 Абердин (див. A) и Перт (див. B), Шотландия, 18–25 ноября           | A | Ж | Швейцария (Сильвана Тиринцони)                                                                | Италия (Стефания Константини)                                                                                       | Норвегия (Марианне Рёрвик)                                                                          |
| Чемпионат Европы по кёрлингу 2023 Абердин (див. A) и Перт (див. B), Шотландия, 18–25 ноября           | B | М | Англия (Rob Retchless)                                                                        | Австрия (Матиас Геннер)                                                                                             | Латвия (Martins Truksans)                                                                           |
| Чемпионат Европы по кёрлингу 2023 Абердин (див. A) и Перт (див. B), Шотландия, 18–25 ноября           | B | Ж | Венгрия (Vera Kalocsai-Van Dorp)                                                              | Литва (Виргиния Паулаускайте)                                                                                       | Польша (Aneta Lipinska)                                                                             |
| Чемпионат мира по кёрлингу среди юниоров (группа Б) 2023 Лохья, Финляндия, 8—19 декабря               | Чемпионат мира по кёрлингу среди юниоров (группа Б) 2023 Лохья, Финляндия, 8—19 декабря               | М | Канада (Johnson Tao)                                                                          | США (Wesley Wendling)                                                                                               | Дания (Jacob Schmidt)                                                                               |
| Чемпионат мира по кёрлингу среди юниоров (группа Б) 2023 Лохья, Финляндия, 8—19 декабря               | Чемпионат мира по кёрлингу среди юниоров (группа Б) 2023 Лохья, Финляндия, 8—19 декабря               | Ж | Китай (Li Ziru)                                                                               | Канада (Myla Plett)                                                                                                 | Германия (Sara Messenzehl)                                                                          |
| Кёрлинг на зимних юношеских Олимпийских играх 2024 Каннын, Республика Корея, 21 января — 1 февраля    | Микст                                                                                                 | Микст                                                                                                 | Великобритания Logan Carson (скип) Tia Laurie Archie Hyslop Holly Burke Дэвид Эйткен (тренер) | Дания Jacob Schmidt (скип) Katrine Schmidt Nikki Jensen Emilie Holtermann Ульрик Шмидт (тренер) Julie Dall (тренер) | Швейцария Nathan Dryburgh (скип) Alissa Rudolf Livio Ernst Jana Soltermann Meico Oehninger (тренер) |
| Кёрлинг на зимних юношеских Олимпийских играх 2024 Каннын, Республика Корея, 21 января — 1 февраля    | Дабл- микст                                                                                           | Дабл- микст                                                                                           | Великобритания Callie Soutar Ethan Brewster Скотт Эндрюс (тренер)                             | Дания Katrine Schmidt Jacob Schmidt Ульрик Шмидт (тренер), Julie Dall (тренер)                                      | США Ella Wendling Benji Paral James Wendling                                                        |
| Чемпионат мира по кёрлингу среди юниоров 2024 Лохья, Финляндия, 17—24 февраля                         | Чемпионат мира по кёрлингу среди юниоров 2024 Лохья, Финляндия, 17—24 февраля                         | М | Норвегия (Lukas Høstmælingen)                                                                 | Италия (Stefano Gilli)                                                                                              | Дания (Jacob Schmidt)                                                                               |
| Чемпионат мира по кёрлингу среди юниоров 2024 Лохья, Финляндия, 17—24 февраля                         | Чемпионат мира по кёрлингу среди юниоров 2024 Лохья, Финляндия, 17—24 февраля                         | Ж | Швейцария (Xenia Schwaller)                                                                   | Япония (Momoha Tabata)                                                                                              | Норвегия (Туриль Бьёрнстад)                                                                         |
| Чемпионат мира по кёрлингу на колясках 2024 Каннын, Республика Корея, 2–9 марта                       | Чемпионат мира по кёрлингу на колясках 2024 Каннын, Республика Корея, 2–9 марта                       | Чемпионат мира по кёрлингу на колясках 2024 Каннын, Республика Корея, 2–9 марта                       | Норвегия (Йостен Стордаль)                                                                    | Канада (Марк Айдесон)                                                                                               | Китай (Ван Хайтао)                                                                                  |
| Чемпионат мира по кёрлингу на колясках среди смешанных пар 2024 Каннын, Республика Корея, 11–16 марта | Чемпионат мира по кёрлингу на колясках среди смешанных пар 2024 Каннын, Республика Корея, 11–16 марта | Чемпионат мира по кёрлингу на колясках среди смешанных пар 2024 Каннын, Республика Корея, 11–16 марта | Республика Корея Чо Мин Кён / Чон Тэ Ён                                                       | Китай Ван Мэн / Ян Цзиньцяо                                                                                         | Италия Ориетта Берто / Паоло Иориатти                                                               |
| Чемпионат мира по кёрлингу среди женщин 2024 Сидни, Канада, 16–24 марта                               | Чемпионат мира по кёрлингу среди женщин 2024 Сидни, Канада, 16–24 марта                               | Чемпионат мира по кёрлингу среди женщин 2024 Сидни, Канада, 16–24 марта                               | Канада (Рейчел Хоман)                                                                         | Швейцария (Сильвана Тиринцони)                                                                                      | Республика Корея (Ким Ынджи)                                                                        |
| Чемпионат мира по кёрлингу среди мужчин 2024 Шаффхаузен, Швейцария, 30 марта – 7 апреля               | Чемпионат мира по кёрлингу среди мужчин 2024 Шаффхаузен, Швейцария, 30 марта – 7 апреля               | Чемпионат мира по кёрлингу среди мужчин 2024 Шаффхаузен, Швейцария, 30 марта – 7 апреля               | Швеция (Никлас Эдин)                                                                          | Канада (Брэд Гушу)                                                                                                  | Италия (Жоэль Реторна)                                                                              |
| Чемпионат мира по кёрлингу среди смешанных пар 2024 Эстерсунд, Швеция, 20–27 апреля                   | Чемпионат мира по кёрлингу среди смешанных пар 2024 Эстерсунд, Швеция, 20–27 апреля                   | Чемпионат мира по кёрлингу среди смешанных пар 2024 Эстерсунд, Швеция, 20–27 апреля                   | Швеция (Изабелла Врано / Расмус Врано)                                                        | Эстония (Мари Калдвеэ / Харри Лилл)                                                                                 | Норвегия (Кристин Скаслиен / Магнус Недреготтен)                                                    |
| Чемпионат мира по кёрлингу среди ветеранов 2024 Эстерсунд, Швеция, 20–27 апреля                       | Чемпионат мира по кёрлингу среди ветеранов 2024 Эстерсунд, Швеция, 20–27 апреля                       | М | Канада                                                                                        | США | Швеция                                                                                              |
| Чемпионат мира по кёрлингу среди ветеранов 2024 Эстерсунд, Швеция, 20–27 апреля                       | Чемпионат мира по кёрлингу среди ветеранов 2024 Эстерсунд, Швеция, 20–27 апреля                       | Ж | Канада                                                                                        | Литва | Шотландия                                                                                           |
| Чемпионат Европы по кёрлингу 2024 (Группа C) Дамфрис, Шотландия, 28 апреля – 4 мая                    | C | M | Болгария                                                                                      | Израиль | Словения                                                                                            |
| Чемпионат Европы по кёрлингу 2024 (Группа C) Дамфрис, Шотландия, 28 апреля – 4 мая                    | C | Ж | Нидерланды                                                                                    | Уэльс | Украина                                                                                             |

### Квалификации
| Турнир                                                                                                  | Квалифицировались                        |
| --- | ---------------------------------------- |
| Чемпионат мира по кёрлингу среди смешанных пар 2024 (квалификация 2023) Дамфрис, Шотландия, 2–7 декабря | Германия, Китай, Новая Зеландия, Франция |

## Турниры Федерации кёрлинга России
| Турнир                                                                                        | Турнир                                                                                        | Турнир                                                                                        | Золото                                                               | Серебро                                                  | Бронза                                                             |
| --------------------------------------------------------------------------------------------- | --------------------------------------------------------------------------------------------- | --------------------------------------------------------------------------------------------- | -------------------------------------------------------------------- | -------------------------------------------------------- | ------------------------------------------------------------------ |
| Кубок России по кёрлингу среди смешанных команд 2023 Новосибирск, 28 августа — 1 сентября     | Кубок России по кёрлингу среди смешанных команд 2023 Новосибирск, 28 августа — 1 сентября     | Кубок России по кёрлингу среди смешанных команд 2023 Новосибирск, 28 августа — 1 сентября     | Новосибирская область 1 (Иван Казачков)                              | Иркутская область - Комсомолл 1 (Елизавета Трухина)      | Московская область 1 (Михаил Васьков)                              |
| Кубок России по кёрлингу среди смешанных пар 2023 Новосибирск, 4—7 сентября                   | Кубок России по кёрлингу среди смешанных пар 2023 Новосибирск, 4—7 сентября                   | Кубок России по кёрлингу среди смешанных пар 2023 Новосибирск, 4—7 сентября                   | Санкт-Петербург 2 (Алина Ковалёва / Алексей Тимофеев)                | Санкт-Петербург 2 (Нкеирука Езех / Олег Красиков)        | Санкт-Петербург 4 (Анастасия Брызгалова / Александр Крушельницкий) |
| Кубок России по кёрлингу на колясках среди смешанных пар 2023 Сочи, 29 сентября — 4 октября   | Кубок России по кёрлингу на колясках среди смешанных пар 2023 Сочи, 29 сентября — 4 октября   | Кубок России по кёрлингу на колясках среди смешанных пар 2023 Сочи, 29 сентября — 4 октября   | Москва 3 (Ольга Верхотина / Андрей Мещеряков)                        | Севастополь (Наталия Кузьминова / Владимир Любович)      | Москва 1 (Александра Чечёткина / Александр Шевченко)               |
| Кубок России по кёрлингу среди мужчин 2023 Сочи, 4—8 декабря                                  | Кубок России по кёрлингу среди мужчин 2023 Сочи, 4—8 декабря                                  | Кубок России по кёрлингу среди мужчин 2023 Сочи, 4—8 декабря                                  | Санкт-Петербург 1 (Алексей Тимофеев)                                 | Краснодарский край (Дмитрий Миронов)                     | Московская область 1 (Александр Ерёмин)                            |
| Кубок России по кёрлингу среди женщин 2023 Сочи, 11—15 декабря                                | Кубок России по кёрлингу среди женщин 2023 Сочи, 11—15 декабря                                | Кубок России по кёрлингу среди женщин 2023 Сочи, 11—15 декабря                                | Санкт-Петербург 1 (Алина Ковалёва)                                   | Санкт-Петербург 2 (Диана Маргарян)                       | Комсомолл — Иркутская область (Елизавета Трухина)                  |
| Кубок России по кёрлингу на колясках 2023 Новосибирск, 16—22 декабря                          | Кубок России по кёрлингу на колясках 2023 Новосибирск, 16—22 декабря                          | Кубок России по кёрлингу на колясках 2023 Новосибирск, 16—22 декабря                          | Сборная Москвы (Константин Курохтин)                                 | ШВСМ по ЗВС 2 (Санкт-Петербург; Алексей Любимцев)        | Гранитъ (Челябинская область; Алексей Фатуев)                      |
| Чемпионат России по кёрлингу среди смешанных пар 2024 Сочи, 15–22 января                      | Чемпионат России по кёрлингу среди смешанных пар 2024 Сочи, 15–22 января                      | Чемпионат России по кёрлингу среди смешанных пар 2024 Сочи, 15–22 января                      | Комсомолл 3 (Иркутская область; Елизавета Трухина / Николай Лысаков) | Санкт-Петербург 2 (Алина Ковалёва / Алексей Тимофеев)    | Краснодарский край 1 (Виктория Енбаева / Дмитрий Миронов)          |
| Чемпионат России по кёрлингу на колясках среди смешанных пар 2024 Сочи, 29 января – 5 февраля | Чемпионат России по кёрлингу на колясках среди смешанных пар 2024 Сочи, 29 января – 5 февраля | Чемпионат России по кёрлингу на колясках среди смешанных пар 2024 Сочи, 29 января – 5 февраля | Красноярский край (Олеся Черных / Максим Краснов)                    | Краснодарский край 1 (Татьяна Старкова / Андрей Смирнов) | Санкт-Петербург 1 (Анна Карпушина / Алексей Любимцев)              |
| Чемпионат России по кёрлингу среди женщин 2024 Сочи, 7–13 апреля                              | Чемпионат России по кёрлингу среди женщин 2024 Сочи, 7–13 апреля                              | Чемпионат России по кёрлингу среди женщин 2024 Сочи, 7–13 апреля                              | Московская область 1 (Ирина Рязанова)                                | Санкт-Петербург 2 (Диана Маргарян)                       | Санкт-Петербург 3 (Ирина Низовцева)                                |
| Чемпионат России по кёрлингу среди мужчин 2024 Сочи, 15–21 апреля                             | Чемпионат России по кёрлингу среди мужчин 2024 Сочи, 15–21 апреля                             | Чемпионат России по кёрлингу среди мужчин 2024 Сочи, 15–21 апреля                             | Санкт-Петербург 1 (Алексей Тимофеев)                                 | Краснодарский край (Сергей Глухов)                       | Иркутская область — Комсомолл (Николай Лысаков)                    |
| Чемпионат России по кёрлингу на колясках 2024 Новосибирск, 22–30 апреля                       | Чемпионат России по кёрлингу на колясках 2024 Новосибирск, 22–30 апреля                       | Чемпионат России по кёрлингу на колясках 2024 Новосибирск, 22–30 апреля                       | Москва (Константин Курохтин)                                         | Санкт-Петербург (Алексей Любимцев)                       | Самарская область (Игорь Ружейников)                               |
| Чемпионат России по кёрлингу среди смешанных команд 2024 Иркутск, 14–20 мая                   | Чемпионат России по кёрлингу среди смешанных команд 2024 Иркутск, 14–20 мая                   | Чемпионат России по кёрлингу среди смешанных команд 2024 Иркутск, 14–20 мая                   | Московская область 1 (Александр Ерёмин)                              | Сборная Москвы (Тимофей Насонов)                         | Красноярский край (Анна Самойлик)                                  |

источник:

## Национальные турниры

### Австралия
| Турнир                                                                         | Золото                 | Серебро                        | Бронза           |
| ------------------------------------------------------------------------------ | ---------------------- | ------------------------------ | ---------------- |
| Чемпионат Австралии по кёрлингу среди мужчин 2023 Несби, 6–9 июня              | Джей Мерчант           | Мэтт Панусси                   | Ian Gagnon       |
| Чемпионат Австралии по кёрлингу среди женщин 2023 Несби, 6–9 июня              | Дженнифер Уэстхейген   | Хелен Уильямс                  | Karen Titheridge |
| Чемпионат Австралии по кёрлингу среди смешанных команд 2023 Несби, 9–11 июня   | Мэтт Панусси           | Dustin Armstrong               | Хью Милликин     |
| Чемпионат Австралии по кёрлингу среди смешанных пар 2023 Несби, 18–20 сентября | Тали Гилл / Дин Хьюитт | Joanne Robins / Nathan Francey | —                |

### Дания
| Турнир                                                                                    | Золото | Серебро | Бронза                                                                                                |
| ----------------------------------------------------------------------------------------- | --- | --- | --- |
| Чемпионат Дании по кёрлингу среди смешанных команд Гентофте, 29 сентября — 1 октября 2023 | Team Krause (GCC / HCC) Миккель Краусе, Ясмин Ландер, Хенрик Хольтерман, Signe Schack                     | YOG Landsholdet Nikki Jensen, Jacob Schmidt, Emilie Holtermann, Katrine Schmidt                                          | Team Chang (GCC) Alxeander Qvist, Liam Goldbeck, Габриэлла Квист, Sophie Chang                        |
| Чемпионат Дании по кёрлингу среди смешанных пар 2024 Видовре, 9—11 февраля                | Ясмин Ландер / Хенрик Хольтерман                                                                          | Натали Викстен / Каспер Викстен                                                                                          | Emilie Holtermann / Nikki Jensen                                                                      |
| Чемпионат Дании по кёрлингу среди мужчин 2024 Гентофте, 15—17 марта                       | HCC / GCC Jacob Schmidt, Jonathan Vilandt, Alexander Qvist, Kasper Bøge Jurlander                         | HCC Расмус Стьерне, Йонни Фредериксен, Оливер Дюпон, Миккель Поульсен, запасной: Ларс Виландт                            | GCC / HCC / TCC Миккель Краусе, Мадс Нёргор, Хенрик Хольтерман, Оливер Сё, запасной: Christian Karger |
| Чемпионат Дании по кёрлингу среди женщин 2024 Гентофте, 5—7 апреля                        | Team Dupont (HCC) Мадлен Дюпон, Матильда Хальсе, Дениз Дюпон, Мю Холлингер Ларсен, запасной: Ясмин Ландер | Team CPH Girls (GCC / HCC) Katrine Schmidt, Ninne Vilandt, Emilie Holtermann, Sophie Chang, запасной: Caroline Rasmussen | Team JA tak (SCC / ACK) Klara Jakobsen, Shellie Christensen, Betina Andersen, Mille Schou             |

источник:

### Италия
| Турнир | Турнир | Золото | Серебро | Бронза |
| --- | --- | --- | --- | --- |
| Чемпионат Италии по кёрлингу среди мужчин 2024 7—11 февраля 2024                                                                      | Чемпионат Италии по кёрлингу среди мужчин 2024 7—11 февраля 2024                                                       | Trentino Curling Cembra Жоэль Реторна, Амос Мозанер, Себастьяно Арман, Маттия Джованелла                                   | Dolomiti Cortinabanca Colli Alberto Zisa, Джакомо Колли, Франческо де Дзанна, Marcello Pachner, запасной: Edoardo Alfonsi, тренер: Диана Гаспари         | Bormio curling Stefano Spiller, Cesare Spiller, Adelin Caragia, Mattia Vitalini, запасные: Silvio Secchi, Davide Urbani                               |
| Чемпионат Италии по кёрлингу среди женщин 2024 7—11 февраля 2024                                                                      | Чемпионат Италии по кёрлингу среди женщин 2024 7—11 февраля 2024                                                       | Sporting Club Pinerolo AF Ребекка Мариани, Lucrezia Grande, Letizia Gaia Carlisano, Ракеле Скалессе, тренер: Марко Мариани | Dolomiti Constantini Almaviva Стефания Константини, Елена Матис, Анджела Ромеи, Виолетта Кальдарт, запасной: Марта Ло Дезерто, тренер: Виолетта Кальдарт | Mole2020 femminile Вероника Дзаппоне, Арианна Лозано, Barbara Gentile, Лукреция Сальваи, запасной: Amanda Bianchi, тренер: Amanda Bianchi             |
| Чемпионат Италии по кёрлингу среди смешанных пар 2024 Кортина-д’Ампеццо, 7—10 марта                                                   | Чемпионат Италии по кёрлингу среди смешанных пар 2024 Кортина-д’Ампеццо, 7—10 марта                                    | Стефания Константини / Себастьяно Арман                                                                                    | Джулия Дзардини Лачеделли / Франческо де Дзанна | Vittoria Maioni / Джакомо Колли |
| Чемпионат Италии по кёрлингу среди смешанных команд 2024 Пинероло, 4 ноября 2023 — 18 февраля 2024; Турин, 16—17 марта                | Чемпионат Италии по кёрлингу среди смешанных команд 2024 Пинероло, 4 ноября 2023 — 18 февраля 2024; Турин, 16—17 марта | C.C. Pinerolo Mixed Симоне Гонин, Джорджия Маурино, Lorenzo Maurino, Anna Maria Maurino                                    | Virtus Piemonte Mixed Fabio Sola, Денизе Пимпини, Gioele De Luca, Emanuela Matino, запасной: Marco Onnis                                                 | Mole2020 Mixed Альберто Пимпини, Barbara Gentile, Stefano Perucca, Арианна Лозано, запасные: Amanda Bianchi, Edoardo Filineri, тренер: Amanda Bianchi |
| Чемпионат Италии по кёрлингу среди юниоров 2024 квалификация: 27 октября 2023 – 3 марта 2024, плей-офф: Кортина д'Ампеццо, 6—7 апреля | М | Stefano Spiller | Stefano Gilli | Jacopo Scappin |
| Чемпионат Италии по кёрлингу среди юниоров 2024 квалификация: 27 октября 2023 – 3 марта 2024, плей-офф: Кортина д'Ампеццо, 6—7 апреля | Ж | Rebecca Mariani | Giada Zambelli | — |

### Канада
| Турнир                                                                                          | Турнир                                                                                          | Золото                                                     | Серебро                                      | Бронза                                      |
| ----------------------------------------------------------------------------------------------- | ----------------------------------------------------------------------------------------------- | ---------------------------------------------------------- | -------------------------------------------- | ------------------------------------------- |
| U25 NextGen Classic 2023 Эдмонтон, Альберта, 30 августа – 4 сентября                            | М                                                                                               | Саскачеван (Rylan Kleiter)                                 | Онтарио (Sam Mooibroek)                      |                                             |
| U25 NextGen Classic 2023 Эдмонтон, Альберта, 30 августа – 4 сентября                            | Ж                                                                                               | Альберта (Serena Gray-Withers)                             | Альберта (Abby Marks)                        |                                             |
| U25 NextGen Classic 2023 Эдмонтон, Альберта, 30 августа – 4 сентября                            | МД                                                                                              | Британская Колумбия (Kayla MacMillan / Sterling Middleton) | Онтарио (Jessica Zheng / Victor Pietrangelo) |                                             |
| PointsBet Invitational 2023 Оквилл, Онтарио, 27 сентября – 1 октября                            | М                                                                                               | Манитоба (Рид Карразерс)                                   | Манитоба (Мэттью Данстон)                    |                                             |
| PointsBet Invitational 2023 Оквилл, Онтарио, 27 сентября – 1 октября                            | Ж                                                                                               | Онтарио (Рейчел Хоман)                                     | Манитоба (Керри Эйнарсон)                    |                                             |
| Чемпионат Канады по кёрлингу среди смешанных команд 2023 Суифт-Каррент, Саскачеван, 5–11 ноября | Чемпионат Канады по кёрлингу среди смешанных команд 2023 Суифт-Каррент, Саскачеван, 5–11 ноября | Саскачеван (Шон Мичем)                                     | Манитоба (Kyle Kurz)                         | Онтарио (Scott McDonald)                    |
| Чемпионат Канады по кёрлингу среди клубов 2023 Виннипег, Манитоба, 19–25 ноября                 | М                                                                                               | Альберта (Dan Sherrard)                                    | Саскачеван (Mitch Criton)                    | Квебек (David Maheux)                       |
| Чемпионат Канады по кёрлингу среди клубов 2023 Виннипег, Манитоба, 19–25 ноября                 | Ж                                                                                               | Нью-Брансуик (Abby Burgess)                                | Онтарио (Lindsay Thorne)                     | Британская Колумбия (Roselyn Craig)         |
| Чемпионат Канады по кёрлингу среди ветеранов 2023 Вернон, Британская Колумбия, 3–9 декабря      | М                                                                                               | Новая Шотландия (Paul Flemming)                            | Саскачеван (Bruce Korte)                     | Манитоба (Dave Boehmer)                     |
| Чемпионат Канады по кёрлингу среди ветеранов 2023 Вернон, Британская Колумбия, 3–9 декабря      | Ж                                                                                               | Онтарио (Susan Froud)                                      | Саскачеван (Nancy Martin)                    | Британская Колумбия (Diane Gushulak)        |
| Чемпионат Канады по кёрлингу U18 2024 Оттава, Онтарио, 4–10 февраля                             | М                                                                                               | Ньюфаундленд и Лабрадор (Simon Perry)                      | Саскачеван 1 (Dylan Derksen)                 | Новая Шотландия 1 (Zach Atherton)           |
| Чемпионат Канады по кёрлингу U18 2024 Оттава, Онтарио, 4–10 февраля                             | Ж                                                                                               | Манитоба (Shaela Hayward)                                  | Квебек 1 (Jolianne Fortin)                   | Онтарио 2 (Ava Acres)                       |
| Чемпионат Канады по кёрлингу среди женщин 2024 Калгари, Альберта, 16–25 февраля                 | Чемпионат Канады по кёрлингу среди женщин 2024 Калгари, Альберта, 16–25 февраля                 | WC Уайлд-кард-1 (Онтарио; Рейчел Хоман)                    | WC Уайлд-кард-2 (Манитоба; Дженнифер Джонс)  | WC Уайлд-кард-3 (Манитоба; Кейт Кэмерон)    |
| Чемпионат Канады по кёрлингу среди мужчин 2024 Реджайна, Саскачеван, 1–10 марта                 | Чемпионат Канады по кёрлингу среди мужчин 2024 Реджайна, Саскачеван, 1–10 марта                 | Канада (Ньюфаундленд и Лабрадор; Брэд Гушу)                | Саскачеван (Майк Макьюэн)                    | WC Уайлд-кард-1 (Альберта; Брендан Боттчер) |
| Чемпионат Канады по кёрлингу среди университетов 2024 Фредериктон, Нью-Брансуик, 12–16 марта    | М                                                                                               | Regina Cougars (Josh Bryden)                               | Dalhousie Tigers (Owen Purcell)              | Alberta Golden Bears (Johnson Tao)          |
| Чемпионат Канады по кёрлингу среди университетов 2024 Фредериктон, Нью-Брансуик, 12–16 марта    | Ж                                                                                               | Alberta Pandas (Serena Gray-Withers)                       | Waterloo Warriors (Celia Evans)              | Dalhousie Tigers (Allyson MacNutt)          |
| Чемпионат Канады по кёрлингу среди колледжей 2024 Фредериктон, Нью-Брансуик, 12–16 марта        | М                                                                                               | Humber Hawks (Jacob Dobson)                                | Mohawk Mountaineers (Jacob Jones)            | SAIT Trojans (David Baum)                   |
| Чемпионат Канады по кёрлингу среди колледжей 2024 Фредериктон, Нью-Брансуик, 12–16 марта        | Ж                                                                                               | Concordia Thunder (Gabrielle Wood)                         | SAIT Trojans (Kayleigh Shannon)              | Humber Hawks (Meaghan Mallett)              |
| Чемпионат Канады по кёрлингу среди смешанных пар 2024 Фредериктон, Нью-Брансуик, 17–22 марта    | Чемпионат Канады по кёрлингу среди смешанных пар 2024 Фредериктон, Нью-Брансуик, 17–22 марта    | Кадриана Лотт / Колтон Лотт                                | Лора Уокер / Кирк Майерс                     | Джоселин Петерман / Бретт Галлант           |
| Чемпионат Канады по кёрлингу на колясках 2024 Мус-Джо, Саскачеван, 22–30 марта                  | Чемпионат Канады по кёрлингу на колясках 2024 Мус-Джо, Саскачеван, 22–30 марта                  | Саскачеван 1 (Gil Dash)                                    | Ньюфаундленд и Лабрадор (Doug Dean)          | Британская Колумбия (Джерри Аустгарден)     |
| Чемпионат Канады по кёрлингу среди юниоров 2024 Форт Мак-Муррей, Альберта, 24–31 марта          | М                                                                                               | Альберта 1 (Kenan Wipf)                                    | Новая Шотландия 1 (Calan MacIsaac)           | Манитоба 2 (Jace Freeman)                   |
| Чемпионат Канады по кёрлингу среди юниоров 2024 Форт Мак-Муррей, Альберта, 24–31 марта          | Ж                                                                                               | Новая Шотландия 1 (Allyson MacNutt)                        | Онтарио 1 (Julia Markle)                     | Альберта 2 (Grace Beaudry)                  |

### Латвия
источник:
| Турнир                                                                               | Турнир                                                                               | Золото | Серебро | Бронза                                                                                             |
| ------------------------------------------------------------------------------------ | ------------------------------------------------------------------------------------ | --- | --- | -------------------------------------------------------------------------------------------------- |
| Чемпионат Латвии по кёрлингу на колясках среди смешанных пар 2024 Рига, 27—30 ноября | Чемпионат Латвии по кёрлингу на колясках среди смешанных пар 2024 Рига, 27—30 ноября | Полина Рожкова / Агрис Ласманс | Galina Pavlova / Александрс Димбовскис | Linda Meijere / Оярс Бриедис                                                                       |
| Чемпионат Латвии по кёрлингу среди смешанных пар 2024 Рига, 12—18 февраля            | Чемпионат Латвии по кёрлингу среди смешанных пар 2024 Рига, 12—18 февраля            | SK OB (Даце Регжа / Ансис Регжа) | KKR (Katrīna Gaidule / Roberts Reinis Buncis) | CC Rīga (Sabīne Jeske / Арнис Вейдеманис)                                                          |
| Чемпионат Латвии по кёрлингу среди юниоров 2024 Рига, 11—17 марта                    | М                                                                                    | TKK/Zass Kristaps Zass, Eduards Seļiverstovs, Deniss Smirnovs, Krišjānis Java, запасной: Toms Sondors                                   | KKR/Buncis Roberts Reinis Buncis, Ričards Vonda, Aleksandrs Baranovskis, Renards Dzalbe, тренер: Арнис Вейдеманис                                                | VKK/Vieško Valters Vieško, Ričards Cirvelis, Rihards Janbergs, Alekss Kapura, тренер: Dace Ābelīte |
| Чемпионат Латвии по кёрлингу среди юниоров 2024 Рига, 11—17 марта                    | Ж                                                                                    | JKK/Barone Эвелина Бароне, Rēzija Ieviņa, Veronika Apse, Marija Seļiverstova, запасной: Letīcija Ieviņa                                 | SK OB/Regža Agate Regža, Katrīna Gaidule, Dārta Regža, Viktorija Ščepaviča                                                                                       | —                                                                                                  |
| Чемпионат Латвии по кёрлингу среди смешанных команд 2024 Рига, 10—14 апреля          | Чемпионат Латвии по кёрлингу среди смешанных команд 2024 Рига, 10—14 апреля          | SK OB/Vonda Krišs Vonda, Ričards Vonda, Agate Regža, Dārta Regža, тренер: Эвита Регжа                                                   | SK OB/Regža Ансис Регжа, Даце Регжа, Roberts Blaubuks, Dace Zīle                                                                                                 | CC Riga/Veidemanis Арнис Вейдеманис, Katrīna Gaidule, Roberts Reinis Buncis, Betija Gulbe          |
| Чемпионат Латвии по кёрлингу на колясках 2024 Рига, 23—24 апреля                     | Чемпионат Латвии по кёрлингу на колясках 2024 Рига, 23—24 апреля                     | KKR / Briedis (Оярс Бриедис, Агрис Ласманс, Сергей Дьяченко, Полина Рожкова, запасной: Jūlija Pavlovska-Killiane, тренер: Рихардс Еске) | Alliance / Dimbovskis (Александрс Димбовскис, Aleksandrs Vitohins, Andrejs Dimants, Gaļina Pavlova, запасной: Irīna Gorbaņa-Janeviča, тренер: Kirills Savuškins) | —                                                                                                  |
| Чемпионат Латвии по кёрлингу среди женщин 2024 Рига, 2—5 мая                         | Чемпионат Латвии по кёрлингу среди женщин 2024 Рига, 2—5 мая                         | Regža / Regža (Эвита Регжа) | JKK / Barone (Эвелина Бароне) | VKK / Blumberga-Bērziņa (Санта Блумберга-Берзиня)                                                  |
| Чемпионат Латвии по кёрлингу среди мужчин 2024 Рига, 6—12 мая                        | Чемпионат Латвии по кёрлингу среди мужчин 2024 Рига, 6—12 мая                        | TKK / Zass (Kristaps Zass) | CC Rīga / Trukšāns (Mārtiņš Trukšāns) | CC Rīga / Veidemanis (Арнис Вейдеманис)                                                            |

### Новая Зеландия
| Турнир                                                                             | Золото                                                     | Серебро                                                                       | Бронза                                                          |
| ---------------------------------------------------------------------------------- | ---------------------------------------------------------- | ----------------------------------------------------------------------------- | --------------------------------------------------------------- |
| Чемпионат Новой Зеландии по кёрлингу среди смешанных команд 2023 Окленд, 4–5 июня  | Дэйв Уотт, Кортни Смит, Will Sheard, Мэйри-Бронте Данкан   | Бретт Саргон, Холли Томпсон, Киран Форд, Olivia Russell                       | Iain Craig, Sasha Goloborodko, Nikita Derevianko, Gillian Craig |
| Чемпионат Новой Зеландии по кёрлингу среди мужчин 2023 Несби, 14–18 июня           | Антон Худ, Бен Смит, Бретт Саргон, Хантер Уокер            | Шон Бекер, Уоррен Добсон, Скотт Бекер, James Becker, запасной: Warren Kearney | Питер де Бур, Кенни Томсон, Gordon Hay, Фил Даулинг             |
| Чемпионат Новой Зеландии по кёрлингу среди женщин 2023 Несби, 14–18 июня           | Джессика Смит, Холли Томпсон, Бриджет Бекер, Натали Терлоу | Кортни Смит, Мэйри-Бронте Данкан, Элеанор Адвьенто, Michelle Bong             | Rachael Pitts, Lucy Neilson, Руби Кинни, Olivia Russell         |
| Чемпионат Новой Зеландии по кёрлингу среди смешанных пар 2023 Несби, 10–13 августа | Кортни Смит / Антон Худ                                    | Джессика Смит / Бен Смит                                                      | Мэйри-Бронте Данкан / Бретт Саргон                              |

### Норвегия
источник:
| Турнир | Турнир | Золото | Серебро | Бронза |
| --- | --- | --- | --- | --- |
| Чемпионат Норвегии по кёрлингу среди юниоров 2023-2024 Хёугесунн, 8—10 декабря (проводился абсолютный чемпионат, 6 мужских и 2 женских команды, только групповой этап, чемпион Норвегии - по максимуму побед, отдельно женский турнир не проводился, одна из двух женских команд заняла 3-е место) | Чемпионат Норвегии по кёрлингу среди юниоров 2023-2024 Хёугесунн, 8—10 декабря (проводился абсолютный чемпионат, 6 мужских и 2 женских команды, только групповой этап, чемпион Норвегии - по максимуму побед, отдельно женский турнир не проводился, одна из двух женских команд заняла 3-е место) | 1 Mosetertoppen Skiline/Høstmælingen Lillehammer CK (Лиллехаммер) (Lucas Høstmælingen, Tinius Haslev Nordbye, Magnus Lunde, Eskil Eriksen) (мужчины) | Lag OCE Mjøen Oppdal CK (Оппдал) (Markus D. Dale, Anders Mjøen, Emil S. Sæther, Jonathan S. Got, запасной: Erland S. Loe) (мужчины)          | OCE Lag Bjørnstad Oppdal CK (Оппдал) (Туриль Бьёрнстад, Nora Østgård, Ингеборг Форбрегд, Эйлин Хьерланн) (женщины)             |
| Чемпионат Норвегии по кёрлингу среди смешанных пар 2024 Лиллехаммер, 26—28 января | Чемпионат Норвегии по кёрлингу среди смешанных пар 2024 Лиллехаммер, 26—28 января | Кристин Скаслиен / Магнус Недреготтен | Мартине Рённинг / Матиас Бранден | Майя Рамсфьелл / Магнус Рамсфьелл                                                                                              |
| Чемпионат Норвегии по кёрлингу среди мужчин 2024 Осло, 7—10 марта | Чемпионат Норвегии по кёрлингу среди мужчин 2024 Осло, 7—10 марта | Lag Nergård, Snarøen CC (Осло) Магнус Недреготтен, Стеффен Вальстад, Ховард Вад Петерссон, Торгер Нергор, запасной: Маркус Хёйберг                   | Lag OCE Oppdalbanken / Hårstad, Oppdal CK (Оппдал) Андреас Хорстад, Матиас Бранден, Михаэль Меллемсетер, Вильгельм Несс, запасной: Emil Kvål | Lag Ramsfjell, Trondheim CK (Тронхейм) Магнус Рамсфьелл, Мартин Сесакер, Бендик Рамсфьелл, Гауте Непстад                       |
| Чемпионат Норвегии по кёрлингу среди женщин 2024 Осло, 7—10 марта | Чемпионат Норвегии по кёрлингу среди женщин 2024 Осло, 7—10 марта | Lag OCE Bjørnstad, Oppdal CK (Оппдал) Туриль Бьёрнстад, Nora Østgård, Ингеборг Форбрегд, Эйлин Хьерланн                                              | Lag Rørvik, Lillehammer CK (Лиллехаммер) Кристин Скаслиен, Марианне Рёрвик, Милле Хаслев Нурбю, Мартине Рённинг                              | Lag Hauser, Stabekk CK (Стабек) Marina Hauser, Janne Fossen, Grethe Brenna, Randi Tørrisen, запасной: Alfhild Wærø             |
| Чемпионат Норвегии по кёрлингу среди ветеранов 2024 Станге, 22—24 марта | М | Lag Davanger, Jar CK Флемминг Давангер, Бент Онунн Рамсфьелл, Ларс Вогберг, Эспен де Ланге, запасной: Йохан Хёстмелинген                             | Lag Ugland, Christiandssands CC (Кристиансанн) Even Ugland, Roffe Sagen, Karsten Sandåker, Jan Sverre Karterud                               | Lag Andreassen, Risenga CK (Осло) Челль Берг, Стиг-Арне Гуннестад, Тормод Андреассен, Halvard Kverne                           |
| Чемпионат Норвегии по кёрлингу среди ветеранов 2024 Станге, 22—24 марта | Ж | не проводился | не проводился | не проводился |
| Чемпионат Норвегии по кёрлингу среди смешанных команд 2024 Оппдал, 5—7 апреля | Чемпионат Норвегии по кёрлингу среди смешанных команд 2024 Оппдал, 5—7 апреля | LCK Buraas, Lillehammer CK (Лиллехаммер) Grunde Buraas, Мартине Рённинг, Harald Dæhlin, Andrine Rønning                                              | OCK Hårstad, Oppdal CK (Оппдал) Андреас Хорстад, Туриль Бьёрнстад, Михаэль Меллемсетер, Ингеборг Форбрегд                                    | OCK/LCK Brænden, Oppdal CK (Оппдал) / Lillehammer CK (Лиллехаммер) Матиас Бранден, Nora Østgård, Eskil Eriksen, Эйлин Хьерланн |

### Республика Корея (Южная Корея)
| Турнир                                                                      | Золото                                                                                | Серебро                                                                                 | Бронза                                                                     |
| --------------------------------------------------------------------------- | ------------------------------------------------------------------------------------- | --------------------------------------------------------------------------------------- | -------------------------------------------------------------------------- |
| Чемпионат Республики Корея по кёрлингу среди мужчин 2023 Каннын, 22–30 июня | Gangwon Province Пак Чон Док, Чон Ён Сок, О Сын Хун, Сон Джи Хун                      | Seoul City Hall Чон Бён Джин, Ли Джон Джэ, Ким Мин У, Ким Тхэ Хван                      | Gyeongbuk Sports Council Ким Су Хёк, Ким Чхан Мин, Ким Хак Кюн, Чон Джэ Ик |
| Чемпионат Республики Корея по кёрлингу среди женщин 2023 Каннын, 22–30 июня | Gyeonggi Province Ким Ынджи, Ким Мин Джи, Ким Су Джи, Соль Е Ын, запасной: Соль Е Джи | Gangneung City Hall Ким Ын Джон, Ким Гён Э, Ким Чхо Хи, Ким Сон Ён, запасной: Ким Ён Ми | Chuncheon City Hall Ха Сын Ён, Ким Хе Рин, Ян Тхэ И, Ким Су Джин           |

### США
| Турнир                                                                                          | Турнир                                                                                          | Золото                                                                             | Серебро                                                                | Бронза                                                                                  |
| ----------------------------------------------------------------------------------------------- | ----------------------------------------------------------------------------------------------- | ---------------------------------------------------------------------------------- | ---------------------------------------------------------------------- | --------------------------------------------------------------------------------------- |
| Чемпионат США по кёрлингу на колясках среди смешанных пар 2024 Форт-Уэйн (Индиана), 4—7 января  | Чемпионат США по кёрлингу на колясках среди смешанных пар 2024 Форт-Уэйн (Индиана), 4—7 января  | Оюна Уранчимэг / Мэтт Тумс                                                         | Лора Дуайер / Стив Эмт                                                 | Penny Ricker / Shawn Sadowski                                                           |
| Чемпионат США по кёрлингу среди мужчин 2024 Ист-Ратерфорд (Нью-Джерси), 29 января — 4 февраля   | Чемпионат США по кёрлингу среди мужчин 2024 Ист-Ратерфорд (Нью-Джерси), 29 января — 4 февраля   | Дулут Джон Шустер, Крис Плайс, Мэтт Хэмилтон, Джон Лендстейнер, Колин Хафман       | Дулут Кори Дропкин, Эндрю Стопера, Марк Феннер, Томас Хауэлл           | Часка Daniel Casper, Luc Violette, Ben Richardson, Chase Sinnett                        |
| Чемпионат США по кёрлингу среди женщин 2024 Ист-Ратерфорд (Нью-Джерси), 29 января — 4 февраля   | Чемпионат США по кёрлингу среди женщин 2024 Ист-Ратерфорд (Нью-Джерси), 29 января — 4 февраля   | Сент-Пол Табита Питерсон, Кори Тиес, Тара Питерсон, Бекка Хэмилтон,                | Миннеаполис Сара Андерсон, Тейлор Андерсон, Lexi Lanigan, Leah Yavarow | Траверс-Сити Delaney Strouse, Anne O'Hara, Sydney Mullaney, Rebecca Rodgers, Susan Dudt |
| Чемпионат США по кёрлингу среди смешанных пар 2024 Траверс-Сити (Мичиган), 27 февраля — 3 марта | Чемпионат США по кёрлингу среди смешанных пар 2024 Траверс-Сити (Мичиган), 27 февраля — 3 марта | McFarland Бекка Хэмилтон / Мэтт Хэмилтон                                           | Дулут Кори Тиес / Кори Дропкин                                         | Дулут Эйлин Гевинг / Джон Шустер                                                        |
| Чемпионат США по кёрлингу среди юниоров 2024 U21 О-Клэр (Висконсин), 25—30 марта                | М                                                                                               | Nicholas Cenzalli                                                                  | Caden Hebert                                                           | Mason Guentzel                                                                          |
| Чемпионат США по кёрлингу среди юниоров 2024 U21 О-Клэр (Висконсин), 25—30 марта                | Ж                                                                                               | Allie Giroux                                                                       | Allory Johnson                                                         | Ava Schapman                                                                            |
| Чемпионат США по кёрлингу среди смешанных команд 2024 Денвер (Колорадо), 10—14 апреля           | Чемпионат США по кёрлингу среди смешанных команд 2024 Денвер (Колорадо), 10—14 апреля           | Колорадо David Falco, Becca Wood, Lance Wheeler, Clare Moores, тренер: Brian Brown | Массачусетс Alex Leichter, Лора Хэллиси, Ryan Hallisey, Nicole Aaron   | Колорадо Darryl Sobering, Renee Sobering, Josh Chetwynd, Cynthia Smith                  |

источник:

### Тайвань
| Турнир                                                                                 | Золото      | Серебро    | Бронза      |
| -------------------------------------------------------------------------------------- | ----------- | ---------- | ----------- |
| Чемпионат Тайваня по кёрлингу среди мужчин 2023 Часка (шт. Миннесота, США), 17–18 июня | Randie Shen | Victor Lee | Nelson Wang |

### Финляндия
источник:
| Турнир | Турнир | Золото | Серебро                                                                                   | Бронза                                                                                |
| --- | --- | --- | ----------------------------------------------------------------------------------------- | ------------------------------------------------------------------------------------- |
| Чемпионат Финляндии по кёрлингу на колясках 2023—2024 Харьявалта, 15—17 сентября                                                | Чемпионат Финляндии по кёрлингу на колясках 2023—2024 Харьявалта, 15—17 сентября                                                | Juha Rajala, Harri Tuomaala, Юрьё Яаскеляйнен, Ritva Lampinen                                                 | Сари Карьялайнен, Маркку Карьялайнен, Jouni Tähti, Веса Леппянен                          | Valeriina Silas, Pekka Pälsynaho, Tiina Pajunoja, Tiia Tallgren                       |
| Чемпионат Финляндии по кёрлингу на колясках среди смешанных пар 2024 Харьявалта, 5—7 января                                     | Чемпионат Финляндии по кёрлингу на колясках среди смешанных пар 2024 Харьявалта, 5—7 января                                     | Harri Tuomaala / Ritva Lampinen                                                                               | Teemu Klasila / Riitta Särösalo                                                           | Pekka Pälsynaho / Valeriina Silas                                                     |
| Чемпионат Финляндии по кёрлингу среди смешанных пар 2024 Йоэнсуу, 12—14 января, 8—11 февраля                                    | Чемпионат Финляндии по кёрлингу среди смешанных пар 2024 Йоэнсуу, 12—14 января, 8—11 февраля                                    | Лотта Иммонен / Маркус Сипиля                                                                                 | Тиина Суурипяя / Томи Рантамяки                                                           | Susanna Säntti / Iikko Säntti                                                         |
| Чемпионат Финляндии по кёрлингу среди женщин 2024 Мариехамн, 16—18 февраля                                                      | Чемпионат Финляндии по кёрлингу среди женщин 2024 Мариехамн, 16—18 февраля                                                      | Janina Lindström, Madelene Löfström, Frida Pettersson, Emma Saarela, Mari Wickström, тренер: Peter Lindström  | Miia Ahrenberg, Ella Eivola, Inka Mustajoki, Lara Sajaniemi                               | Pia Varjola, Maria Kirjonen, Sirja Paju, Miia Suominen, тренер: Jari Häkkinen         |
| Чемпионат Финляндии по кёрлингу среди мужчин 2024 Харьявалта, 15—17 декабря 2022, Турку, 19—21 января, Йоэнсуу, 8—10 марта 2024 | Чемпионат Финляндии по кёрлингу среди мужчин 2024 Харьявалта, 15—17 декабря 2022, Турку, 19—21 января, Йоэнсуу, 8—10 марта 2024 | Matias Hänninen, Ville Forsström, Jami Heikkilä, Valtteri Kinnunen, запасной: Лео Оуни, тренер: Jere Karlsson | Пааво Куосманен, Калле Киискинен, Ville Lehmuskoski, Jouni Mikkonen, запасной: Теему Сало | Йерму Пёллянен, Janne Ojanperä, Juha Pääjärvi, Jere Sullanmaa, запасной: Iikko Säntti |
| Чемпионат Финляндии по кёрлингу среди смешанных команд 2024 Йоэнсуу, 11—14 апреля                                               | Чемпионат Финляндии по кёрлингу среди смешанных команд 2024 Йоэнсуу, 11—14 апреля                                               | Юсси Уусипаавалниеми, Яана Лаурикка, Пааво Куосманен, Бонни Нилхамн-Куосманен                                 | Iikko Säntti, Arto Laine, Susanna Säntti, Virpi Säntti                                    | Ella Eivola, Ilkka Eivola, Maria Kirjonen, Tomi Kirjonen                              |

### Чехия
| Турнир                                                                     | Турнир                                                                     | Золото | Серебро | Бронза |
| -------------------------------------------------------------------------- | -------------------------------------------------------------------------- | --- | --- | --- |
| Чемпионат Чехии по кёрлингу среди смешанных пар 2024 Прага, 9—13 февраля   | Чемпионат Чехии по кёрлингу среди смешанных пар 2024 Прага, 9—13 февраля   | ASC Dukla Зузана Паулова / Томаш Паул | Dion WC Юлия Зелингрова / Вит Хабичовский тренер: Vladimír Černovský                                                                               | Zbraslav K Петра Климова / Лукаш Клима                                                                                           |
| Чемпионат Чехии по кёрлингу среди мужчин 2024 Прага, 29 февраля — 5 марта  | Чемпионат Чехии по кёрлингу среди мужчин 2024 Прага, 29 февраля — 5 марта  | Zbraslav Klíma Лукаш Клима, Марек Черновский, Мартин Юрик, Радек Богач, запасной: Лукаш Клипа, тренер: Jan Zelingr                                         | Dion Alpha Вит Хабичовский, David Jakl, Jakub Hanák, Aleš Hercok, запасной: Marek Bříza, тренер: Суне Фредериксен                                  | DYB Vedral Jaroslav Vedral, Martin Blahovec, David Verner, David Škácha, запасной: Oliver Kobián                                 |
| Чемпионат Чехии по кёрлингу среди женщин 2024 Прага, 29 февраля — 5 марта  | Чемпионат Чехии по кёрлингу среди женщин 2024 Прага, 29 февраля — 5 марта  | Liboc 3 Анна Кубешкова, Альжбета Анна Зелингрова, Михаэла Баудишова, Karolína Špundová, запасные: Aneta Müllernová, Клара Сватонёва, тренер: Карел Кубешка | Savona H Каролина Фредериксен, Линда Немчокова, Zuzana Pražáková, Eliška Srnská, запасные: Мартина Стрнадова, Lenka Vokounová, тренер: Radek Klima | Savona M Lenka Hronová, Iveta Janatová, Яна Начерадская, Eliška Candra Soukupová, запасной: Петра Климова, тренер: Michal Vojtuš |
| Чемпионат Чехии по кёрлингу среди смешанных команд 2024 Брно, 25—28 апреля | Чемпионат Чехии по кёрлингу среди смешанных команд 2024 Брно, 25—28 апреля | DION vlčáci Вит Хабичовский, Юлия Зелингрова, David Jakl, Kristýna Farková                                                                                 | CC Triplejetamvždycky Марек Черновский, Михаэла Баудишова, Мартин Юрик, Aneta Müllernová, запасной: David Verner, тренер: Альжбета Анна Зелингрова | Savona KOSA Kryštof Tabery, Каролина Фредериксен, Jakub Skála, Гана Синачкова, запасной: Iveta Janatová                          |

источник:

### Швейцария
| Турнир | Турнир                                                                                      | Золото | Серебро | Бронза |
| --- | ------------------------------------------------------------------------------------------- | --- | --- | --- |
| Чемпионат Швейцарии по кёрлингу на колясках среди смешанных пар 2024 Ветцикон, 19–21 января                                        | Чемпионат Швейцарии по кёрлингу на колясках среди смешанных пар 2024 Ветцикон, 19–21 января | Bern 3 Susanne von Gunten / Ханс Бургенер | Genève 1 Isabelle Champion / Лоран Кнойбюль | Bern 2 Mélanie Villars / Pierre-Alain Tercier |
| Чемпионат Швейцарии по кёрлингу на колясках 2024 Берн, 1–4 февраля                                                                 | Чемпионат Швейцарии по кёрлингу на колясках 2024 Берн, 1–4 февраля                          | Bern Ханс Бургенер, Konstantin Schmaeh, Pierre-Alain Tercier, Stéphanie Combremont, запасной: Mélanie Villars, тренер: Jasmin Villars               | Oberwallis Léo Gottet, Франсуаза Жакеро, Patrick Delacretaz, Martin Bieri                                                                                                  | Wetzikon Marcel Bodenmann, Oskar Thomann, Daniel Schühle, Marlise Schwitter, тренер: Markus Fanti                                                 |
| Чемпионат Швейцарии по кёрлингу среди мужчин 2024 Тоне, 5–10 февраля                                                               | Чемпионат Швейцарии по кёрлингу среди мужчин 2024 Тоне, 5–10 февраля                        | CC3C Genève (Женева) Бенуа Шварц, Янник Шваллер, Свен Михель, Пабло Лаша, тренер: Ховард Вад Петерссон                                              | Limmattal Marco Hefti, Dean Hürlimann, Andrin Schnider, Baptiste Défago, запасной: Nicola Stoll                                                                            | Bern Zähringer Securitas Direct (Берн) Михаэль Бруннер, Anthony Petoud, Романо Майер, Andreas Gerlach, тренеры: Бернхард Вертеман, Hansjörg Bless |
| Чемпионат Швейцарии по кёрлингу среди женщин 2024 Тоне, 5–10 февраля                                                               | Чемпионат Швейцарии по кёрлингу среди женщин 2024 Тоне, 5–10 февраля                        | Aarau HBL (Арау) Алина Пец, Сильвана Тиринцони, Селина Витшонке, Карол Ховальд, тренер: Пьер Шаретт                                                 | Grasshopper Club Zürich (Цюрих) Xenia Schwaller, Selina Gafner, Fabienne Rieder, Selina Rychiger, тренер: Андреас Шваллер                                                  | Luzern E. Lutz AG (Люцерн) Roxane Héritier, Melina Chiara Bezzola, Anna Gut, Nadine Bärtschiger                                                   |
| Чемпионат Швейцарии по кёрлингу среди ветеранов 2024 мужчины: Санкт-Галлен, 15–18 февраля, женщины: Кюснахт-ам-Риги, 16–18 февраля | М                                                                                           | Solothurn Regio (Золотурн) Кристоф Шваллер, Доминик Андрес, Роберт Хюрлиман, Christoph Kaiser, тренер: Рольф Изели                                  | Gstaad (Гштад) Штефан Карнусян, Kurt Reichenbach, Traugott Ellenberger, Michael Brand                                                                                      | Luzern-City (Люцерн) Дитер Вюст, Йенс Писберген, Ernst Erb, Daniel Lüthi, запасной: Marc Syfrig                                                   |
| Чемпионат Швейцарии по кёрлингу среди ветеранов 2024 мужчины: Санкт-Галлен, 15–18 февраля, женщины: Кюснахт-ам-Риги, 16–18 февраля | Ж                                                                                           | Morges (Морж) Daniela Ruetschi-Schlegel, Caroline Dryburgh, Janine Bianchetti-Oswald. Corinne Anneler, запасной: Лоранс Бидо                        | Luzern-Baden (Люцерн/Баден) Dagmar Frei, Rosmarie von Rotz, Tatjana Portmann, Sylvia Schäpper, запасной: Doris Wunderlin                                                   | Luzern (Люцерн) Николь Штраузак, Sandra Witschonke, Karin Durtschi, Sandra Born                                                                   |
| Чемпионат Швейцарии по кёрлингу среди смешанных пар 2024 Биль, 28 февраля – 3 марта                                                | Чемпионат Швейцарии по кёрлингу среди смешанных пар 2024 Биль, 28 февраля – 3 марта         | Solothurn (Золотурн) Бриар Шваллер-Хюрлиман / Янник Шваллер                                                                                         | CCLO Lausanne-Sport (Лозанна) Карол Ховальд / Пабло Лаша | Aarau (Арау) Алина Пец / Свен Михель |
| Чемпионат Швейцарии по кёрлингу среди смешанных команд 2024 Гштад, 15–17 марта                                                     | Чемпионат Швейцарии по кёрлингу среди смешанных команд 2024 Гштад, 15–17 марта              | Wallisellen (Валлизеллен) Ив Вагензейль, Нора Вюст, Дитер Вюст, Марион Вюст                                                                         | Limmattal 1 Марио Фрайбергер, Ирене Шори, Sven Iten, Cornelia Freiberger, тренер: Christian Frösch                                                                         | Zug (Цуг) Daniel Lüthi, Cindy Schmid, Martin Risi, Karin Lüthi                                                                                    |
| Чемпионат Швейцарии по кёрлингу среди юниоров 2024 Тун, 15–17 марта, 22–24 марта                                                   | М                                                                                           | Wildhaus (Вильдхаус) Lars Brauchli, Leon Wittich, Felix Lüthold, Livio Ernst, запасной: Jonas Feierabend, тренеры: Gregor Obrist, Hans Brauchli     | Basel 1 (Базель) Loris Caccivio, Timo Traub, Timon Biehle, Nevio Caccivio, тренер: Bastian Wyss                                                                            | Morges 1 (Морж) Nathan Dryburgh, Liam Dryburgh, Thibaut Gertsch, Antoine Bovet, тренер: Stewart Dryburgh                                          |
| Чемпионат Швейцарии по кёрлингу среди юниоров 2024 Тун, 15–17 марта, 22–24 марта                                                   | Ж                                                                                           | Bern-Thun (Берн/Тун) Ariane Oberson, Laurane Flückiger Jenni, Lia Germann, Enya Caccivio, запасной: Noa Kusano, тренеры: Jana Stritt, Benno Oberson | Limmattal-Wetzikon (Ветцикон) Zoe Schwaller, Jana Soltermann, Anikò Székely, Ladina Ramstein, запасной: Aline Koch, тренеры: Stefan Fäh, Marcel Wettstein, Adrian Helbling | Basel-Wetzikon (Базель/Ветцикон) Kathrine Blackham, Jana Hoffmann, Johanna Blackham, Anika Meier, тренер: Yves Gigandet                           |
| Чемпионат Швейцарии по кёрлингу среди юниорских смешанных пар 2024 Арлесхайм, 5–7 апреля                                           | Чемпионат Швейцарии по кёрлингу среди юниорских смешанных пар 2024 Арлесхайм, 5–7 апреля    | Wetzikon-Thun (Ветцикон/Тун) Jana Soltermann / Kenjo von Allmen                                                                                     | Basel 1 (Базель) Anika Meier / Manuel Jermann тренер: Johanna Blackham | Baden-Basel (Баден/Базель) Nina Marbacher / Loris Caccivio                                                                                        |

источник:

### Швеция
| Турнир | Турнир | Золото | Серебро | Бронза |
| --- | --- | --- | --- | --- |
| Чемпионат Швеции по кёрлингу на колясках среди смешанных пар 2024 Бурлэнге, 3—5 ноября (допускались и несмешанные пары, т.е. оба кёрлингиста одного пола) | Чемпионат Швеции по кёрлингу на колясках среди смешанных пар 2024 Бурлэнге, 3—5 ноября (допускались и несмешанные пары, т.е. оба кёрлингиста одного пола) | Karlstads CK (Карлстад), Glennert/Johansson (Johanna Glennert / Сабина Юханссон)                                                                                  | Amatörföreningens CK (Сундбюберг), Persson/Vegeborn (Ронни Перссон / Stefan Vegeborn)                                                   | CK Granit (Евле), Rullarna (Lars Andersson / Pär Källström) |
| Чемпионат Швеции по кёрлингу среди смешанных пар 2024 Евле, 30 ноября — 3 декабря                                                                         | Чемпионат Швеции по кёрлингу среди смешанных пар 2024 Евле, 30 ноября — 3 декабря                                                                         | CK Granit (Евле), Andersson/Granbom (Isabell Andersson / Симон Гранбом)                                                                                           | Härnösands CK (Хернёсанд), Sarén/Palm (Emelie Sarén / Alexander Palm)                                                                   | IK Fyris (Уппсала), Bergman/Hanna (Sofie Bergman / Jacob Hanna) |
| Чемпионат Швеции по кёрлингу среди юниоров 2024 Карлстад, 5—7 января                                                                                      | М | IK Fyris, Blackstones (Уппсала) Jonatan Meyerson, Ludwig Laukka, Sigurd Stenberg, Pontus Söderberg Persson, тренер: Mattias Åkerberg                              | Härnösands CK, Sånnevall (Хернёсанд) Albin Sånnevall, Ivan Almeling, Anton Aldén, Vilmer Nygren, тренер: Olle Moberg                    | IK Fyris, On-Line (Уппсала) Jonatan Ölmestrand, Ludvig Thomas, Hannes Eriksson, Jonathan Thomas, тренер: Niklas Ölmestrand |
| Чемпионат Швеции по кёрлингу среди юниоров 2024 Карлстад, 5—7 января                                                                                      | Ж | Sundbybergs CK, Team Dryburgh (Сундбюберг) Moa Dryburgh, Thea Orefjord, Moa Tjärnlund, Moa Nilsson, тренер: Сёрен Гран                                            | Härnösands CK, Hallström (Хернёсанд) Nilla Hallström, Agnes Aldén, Tova Noréen, Emelie Sarén, тренер: Рикард Хальстрём                  | Sundbybergs CK, Sumpan Lassies (Сундбюберг) Matilda Wigg Lindberg, Hilda Holmberg, Astrid Linder, Erika Ryberg, запасной: Clara Edman Källströmer, тренер: Эжен Колчевская                                                                      |
| Чемпионат Швеции по кёрлингу среди ветеранов 2024 Эстерсунд, 10—14 января                                                                                 | М | Sundbybergs CK, Sumpan Seniors (Сундбюберг) Gerry Wåhlin, Anders Eriksson, Микаэль Хассельборг, Матс Врано                                                        | Sundbybergs CK, Julius (Сундбюберг) Fredrik Julius, Андерс Краупп, Micke Andersson, Johan Bergman                                       | Danderyds CK, House of Curling (Дандерюд) Rolf Wikström, Peter Tedenbäck, Mikael Vilenius, Mats Jansson, запасной: Kaj Möller; Härnösands CK, Prytz (Хернёсанд) Ola Kindlund, Joakim Mabergs, Emil Marklund, Андреас Прюц                       |
| Чемпионат Швеции по кёрлингу среди ветеранов 2024 Эстерсунд, 10—14 января                                                                                 | Ж | Härnösands CK, Norberg (Хернёсанд) Анетте Норберг, Susanne Patz, Anna Klange, Катрин Линдаль                                                                      | CK Granit, Noreen (Евле) Камилла Нурен, Mari Wickström, Helene Lyxell, Catrin Bitén                                                     | Norrköpings CK, Persson (Норрчёпинг) Gisela Caap, Ewa Busch, Annika Persson, Marianne Rappestad, запасной: Mia Börjesson |
| Чемпионат Швеции по кёрлингу среди мужчин 2024 Йёнчёпинг, 31 января — 4 февраля                                                                           | Чемпионат Швеции по кёрлингу среди мужчин 2024 Йёнчёпинг, 31 января — 4 февраля                                                                           | Sollefteå CK, Nyman (Соллефтео) Фредрик Нюман, Патрик Мабергс, Симон Улофссон, Юханнес Патс, тренер: Рикард Хальстрём                                             | CK Granit, Burning Goats (Евле) Симон Гранбом, Аксель Шёберг, Fabian Wingfors, Jacob Hanna, запасной: Olle Moberg                       | Norrköpings CK, Rosander (Норрчёпинг) Axel Rosander, Kristofer Blom, Albin Eriksson, Niclas Johansson; Umeå CK, Nygren (Умео) Юхан Нюгрен, Daniel Berggren, Johan Järvenson, Victor Martinsson, запасной: Sebastian Lundgren, тренер: Per Freij |
| Чемпионат Швеции по кёрлингу среди женщин 2024 Йёнчёпинг, 31 января — 4 февраля                                                                           | Чемпионат Швеции по кёрлингу среди женщин 2024 Йёнчёпинг, 31 января — 4 февраля                                                                           | Sundbybergs CK, Hasselborg (Сундбюберг) Анна Хассельборг, Сара Макманус, Агнес Кнохенхауэр, София Мабергс, , запасной: Pia Hasselborg, тренер: Кристиан Линдстрём | Sundbybergs CK, Team Pantera (Сундбюберг) Изабелла Врано, Альмида Де Валь, Линда Стенлунд, Мария Ларссон, тренер: Маргарета Сигфридссон | Mjölby AI (Мьёльбю) Emma Moberg, Ребекка Тунман, Emma Landelius, Микаэла Альтебро |
| Чемпионат Швеции по кёрлингу на колясках 2024 Йёнчёпинг, 31 января — 4 февраля                                                                            | Чемпионат Швеции по кёрлингу на колясках 2024 Йёнчёпинг, 31 января — 4 февраля                                                                            | Härnösands CK, Ulander (Хернёсанд) Сандра Реппе, Кристина Уландер, Маркус Хольм                                                                                   | Amatörföreningens CK, Rolling Stones (Сундбюберг) Анетте Вильгельм, Ронни Перссон, Stefan Vegeborn                                      | Jönköpings CC, Jönköping Energi 2 (Йёнчёпинг) Hans Pettersson, Rebecka Carlsson, Mikael Peterson |
| Чемпионат Швеции по кёрлингу среди юниорских смешанных пар 2024 Сундбюберг, 1—3 марта                                                                     | Чемпионат Швеции по кёрлингу среди юниорских смешанных пар 2024 Сундбюберг, 1—3 марта                                                                     | Sundbybergs CK (Сундбюберг), Dryburgh/Landelius | Sundbybergs CK (Сундбюберг), Orefjord/Moberg                                                                                            | Härnösands CK (Хернёсанд), Hallström/Palm |
| Чемпионат Швеции по кёрлингу среди смешанных команд 2024 Хернёсанд, 4—7 апреля                                                                            | Чемпионат Швеции по кёрлингу среди смешанных команд 2024 Хернёсанд, 4—7 апреля                                                                            | CK Granit, Here comes the boom (Евле) Симон Гранбом, Ребекка Тунман, Юханнес Патс, Микаэла Альтебро                                                               | IK Fyris, Olofsson (Уппсала) Симон Улофссон, Sofie Bergman, Jacob Hanna, Linnea Nilsson                                                 | Sundbybergs CK, De tre vännerna och Nyman (Сундбюберг) Фредрик Нюман, Йенни Волин, Фредрик Карлсен, Фанни Шёберг Härnösands CK, Mabergs (Хернёсанд) Матиас Мабергс, Emil Marklund, Molly Mabergs, Kerstin Skoglund, Andreas Skoglund            |

источник:

### Шотландия
источник:
| Турнир                                                                                 | Турнир                                                                                 | Золото                                                                                 | Серебро | Бронза |
| -------------------------------------------------------------------------------------- | -------------------------------------------------------------------------------------- | -------------------------------------------------------------------------------------- | --- | --- |
| Чемпионат Шотландии по кёрлингу среди юниоров 2023 Абердин, 10—15 ноября               | М                                                                                      | Дамфрис Orrin Carson, Logan Carson, Archie Hyslop, Charlie Gibb, тренер: Ryan Carson   | Дамфрис Jack Strawhorn, Hamish Gallacher, Kaleb Johnston, Rory Macnair, тренер: Jamie Strawhorn                      | Форфар Ross Craik, Скотт Хислоп, Jack Carrick, Struan Carson, тренер: Colin Morrison                               |
| Чемпионат Шотландии по кёрлингу среди юниоров 2023 Абердин, 10—15 ноября               | Ж                                                                                      | Странрар Робин Манро, Amy Mitchell, Holly Wilkie Milne, Laura Watt, тренер: Алан Ханна | Форфар Callie Soutar, Eve Hare, Holly Clemie, Alison Hamilton                                                        | Дамфрис Tia Laurie, Hannah Farries, Holly Burke, Kirsty Gallacher, запасной: Robyn Mitchel, тренер: Ali Cunningham |
| Чемпионат Шотландии по кёрлингу среди смешанных команд 2024 Форфар, 19—21 января       | Чемпионат Шотландии по кёрлингу среди смешанных команд 2024 Форфар, 19—21 января       | Neil Kennedy, Margaret Agnew, John Agnew, Sheila Kennedy                               | Кайл Смит, Rhiann Stagg, Билли Мортон, Барбара Мортон                                                                | Дэвид Рид, Fiona Reid, Alan Smith, Нэнси Смит                                                                      |
| Чемпионат Шотландии по кёрлингу среди мужчин 2024 Дамфрис, 4—10 февраля                | Чемпионат Шотландии по кёрлингу среди мужчин 2024 Дамфрис, 4—10 февраля                | Стерлинг Росс Уайт, Робин Брайдон, Данкан Макфазин, Юан Кайл, тренер: Alistair Scott   | Форфар James Craik, Mark Watt, Angus Bryce, Blair Haswell, тренер: Iain Watt                                         | Эдинбург Брюс Моуэт, Грант Харди, Бобби Лэмми, Хэмми Макмиллан мл., тренер: Майкл Гудфеллоу                        |
| Чемпионат Шотландии по кёрлингу среди женщин 2024 Дамфрис, 4—10 февраля                | Чемпионат Шотландии по кёрлингу среди женщин 2024 Дамфрис, 4—10 февраля                | Дамфрис Фэй Хендерсон, Хейли Дафф, Эми Макдональд, Кэти Макмиллан, тренер: Ив Мюрхед   | Абердин Ребекка Моррисон, Дженнифер Доддс, Софи Синклер, Джина Эйткен, запасной: Софи Джексон, тренер: Росс Патерсон | Странрар Робин Манро, Лиза Дэви, Holly Wilkie Milne, Laura Watt, тренер: Нэнси Смит                                |
| Чемпионат Шотландии по кёрлингу среди ветеранов 2024 Гамильтон, 15—18 февраля          | М                                                                                      | Хэмми Макмиллан, Murray McWilliam, John Agnew, Gerald Baillie (Странрар)               | Грэм Кормак, Stephen Rankin, Brian Ferguson, Johnnie Munro (Мори)                                                    | Грэм Коннал, Alistair Scott, Mark Fraser, Mark Brass (Перт)                                                        |
| Чемпионат Шотландии по кёрлингу среди ветеранов 2024 Гамильтон, 15—18 февраля          | Ж                                                                                      | Gail Thomson, Alison Cunningham, Linda McAulay, Gillian King (Эр)                      | Джеки Локхарт, Маири Милн, Wendy Johnston, Кэти Лаудон (Абердин)                                                     | Susan Wyllie, Fran Stretton, Vicky Gormley, Morna Aitken (Эдинбург)                                                |
| Чемпионат Шотландии по кёрлингу среди смешанных пар 2024 Перт, 22—25 февраля           | Чемпионат Шотландии по кёрлингу среди смешанных пар 2024 Перт, 22—25 февраля           | Софи Джексон / Данкан Макфазин                                                         | Лиза Дэви / Mark Watt                                                                                                | Ребекка Моррисон / Кайл Уодделл, Джина Эйткен / Грант Харди                                                        |
| Чемпионат Шотландии по кёрлингу на колясках 2024 Дамфрис, 17—19 марта                  | Чемпионат Шотландии по кёрлингу на колясках 2024 Дамфрис, 17—19 марта                  | Paul Webster, David Bain, Gordon Rainey, Alison Hopkins                                | | |
| Чемпионат Шотландии по кёрлингу среди юниорских смешанных пар 2024 Дамфрис, 5—7 апреля | Чемпионат Шотландии по кёрлингу среди юниорских смешанных пар 2024 Дамфрис, 5—7 апреля | Islay McKenzie / Sam McConnachie                                                       | Cara Thomson / Arran Thomson                                                                                         | Callie Soutar / Finlay Rutherford Holly Clemie / Fraser Rankin                                                     |

### Эстония
источник:
| Турнир                                                                              | Золото | Серебро                                                                                             | Бронза                                                                                             |
| ----------------------------------------------------------------------------------- | --- | --------------------------------------------------------------------------------------------------- | -------------------------------------------------------------------------------------------------- |
| Чемпионат Эстонии по кёрлингу среди мужчин 2024 Таллин, 1—4 февраля                 | "Team Veltsman": Eduard Veltsman, Janis Kiziridi, Konstantin Dotsenko, Igor Dzenzeljuk, запасной: Aleksander Andre | "Team Holm": Marten Padama, Karl Kukner, Tanel Toomväli, Kaarel Holm, запасной: Tarvin Kaldvee      | "Team Jakobson": Andres Jakobson, Siim Sein, Olari Kalvik, Henry Grünberg, запасной: Tarmo Vähesoo |
| Чемпионат Эстонии по кёрлингу среди женщин 2024 Таллин, 1—4 февраля                 | "Team Turmann": Эрика Тувике, Керли Лайдсалу, Лийса Турман, Хейли Гроссман                                         | "Team Peebo": Margit Peebo, Ingrid Novikova, Küllike Ustav, Marcella Tammes, запасной: Evelyn Karro | —                                                                                                  |
| Чемпионат Эстонии по кёрлингу среди смешанных пар 2024 Таллин, 29 февраля — 3 марта | Мари Калдвеэ / Харри Лилл тренер: Томи Рантамяки                                                                   | Kaidi Elmik / Karl Kukner                                                                           | Karoline Kaare / Marten Padama                                                                     |
| Чемпионат Эстонии по кёрлингу среди смешанных команд 2024 Таллин, 3—5 мая           | "Team Lill": Харри Лилл, Эрика Тувике, Marten Padama, Karoliine Kaare                                              | "Team Madisson": Karl Kukner, Triin Madisson, Tanel Toomväli, Kaidi Elmik                           | "Team Jakobson": Andres Jakobson, Margit Peebo, Olari Kalvik, Marcella Tammes                      |

### Япония
| Турнир                                                                                 | Золото | Серебро | Бронза |
| -------------------------------------------------------------------------------------- | --- | --- | --- |
| Чемпионат Японии по кёрлингу среди мужчин 2024 Саппоро, 28 января — 4 февраля          | Consadole Тэцуро Симидзу, Синъя Абэ, Харуто Оути, Сота Цуруга, запасной и тренер: Макото Цуруга                  | SC Karuizawa Club Рику Янагисава, Цуёси Ямагути, Такэру Ямамото, Сатоси Коидзуми, тренер: Юдзи Нисимуро                             | Locosolare Takumi Maeda, Асэи Накахара, Hiroki Maeda, Uryu Kamikawa, запасной: Рёдзи Онодэра, тренеры: Рёдзи Онодэра, Nobuo Aoki    |
| Чемпионат Японии по кёрлингу среди женщин 2024 Саппоро, 28 января — 4 февраля          | SC Karuizawa Club Мию Уэно, Асука Канаи, Дзюнко Нисимуро, Юи Уэно, запасной: Mone Ryokawa, тренер: Юдзи Нисимуро | Hokkaido Bank Momoha Tabata, Miku Nihira, Sae Yamamoto, Mikoto Nakajima, запасной: Аями Ито, тренеры: Хироси Сато, Kumiko Shimamura | Chubu Electric Power Икуэ Китадзава, Сэйна Накадзима, Ami Enami, Минори Судзуки, запасной: Хасуми Исигоока, тренер: Юсукэ Мородзуми |
| Чемпионат Японии по кёрлингу среди смешанных пар 2024 Каруидзава, 26 февраля — 3 марта | Мию Уэно / Цуёси Ямагути тренер: Юдзи Нисимуро                                                                   | Кахо Онодэра / Takumi Maeda тренер: Рёдзи Онодэра                                                                                   | Тори Коана / Го Аоки тренер: Yoshinori Aoki                                                                                         |

источник:

## ТурнирыБольшого шлема

### Мужские турниры
источник:
| Неделя | Турнир                                                                    | Победитель           | Финалист             | Призовой фонд (CAD)  | Сумма победителя (CAD) | SFM                  |
| ------ | ------------------------------------------------------------------------- | -------------------- | -------------------- | -------------------- | ---------------------- | -------------------- |
| 13     | Hearing Life Tour Challenge Tier 1 Ниагара-Фолс, Онтарио, 17 – 22 Октября | Жоэль Реторна        | Брендан Боттчер      | 175 000              | 20 000                 | 10.0000              |
| 13     | Hearing Life Tour Challenge Tier 2 Ниагара-Фолс, Онтарио, 17 – 22 Октября | Daniel Casper        | Юсукэ Мородзуми      | 60 000               | 7 000                  | 5.5000               |
| 16     | KIOTI National Графство Пикту, Новая Шотландия, 7 – 12 Ноября             | Жоэль Реторна        | Никлас Эдин          | 200 000              | 26 000                 | 10.0000              |
| 21     | WFG Masters Саскатун, Саскачеван, 12 – 17 Декабря                         | Жоэль Реторна        | Росс Уайт            | 200 000              | 26 000                 | 10.0000              |
| 26     | Co-op Canadian Open Ред-Дир, Альберта, 16 – 21 Января                     | Брюс Моуэт           | Брендан Боттчер      | 200 000              | 26 000                 | 10.0000              |
| 38     | Princess Auto Players' Championship Торонто, Онтарио, 9 – 14 Апреля       | Брэд Гушу            | Жоэль Реторна        | 220 000              |                        | 10.0000              |
|        | KIOTI Tractor Champions Cup                                               | не будет проводиться | не будет проводиться | не будет проводиться | не будет проводиться   | не будет проводиться |

### Женские турниры
источник:
| Неделя | Турнир                                                                    | Победитель           | Финалист             | Призовой фонд (CAD)  | Сумма победителя (CAD) | SFM                  |
| ------ | ------------------------------------------------------------------------- | -------------------- | -------------------- | -------------------- | ---------------------- | -------------------- |
| 13     | Hearing Life Tour Challenge Tier 1 Ниагара-Фолс, Онтарио, 17 – 22 Октября | Дженнифер Джонс      | Кейтлин Лоус         | 175 000              | 20 000                 | 10.0000              |
| 13     | Hearing Life Tour Challenge Tier 2 Ниагара-Фолс, Онтарио, 17 – 22 Октября | Ким Ын Джон          | Мадлен Дюпон         | 60 000               | 7 000                  | 5.5000               |
| 16     | KIOTI National Графство Пикту, Новая Шотландия, 7 – 12 Ноября             | Ким Ынджи            | Рейчел Хоман         | 200 000              | 26 000                 | 10.0000              |
| 21     | WFG Masters Саскатун, Саскачеван, 12 – 17 Декабря                         | Рейчел Хоман         | Сильвана Тиринцони   | 200 000              | 26 000                 | 10.0000              |
| 26     | Co-op Canadian Open Ред-Дир, Альберта, 16 – 21 Января                     | Рейчел Хоман         | Сильвана Тиринцони   | 200 000              | 26 000                 | 10.0000              |
| 38     | Princess Auto Players' Championship Торонто, Онтарио, 9 – 14 Апреля       | Сильвана Тиринцони   | Изабелла Врано       | 220 000              |                        | 10.0000              |
|        | KIOTI Tractor Champions Cup                                               | не будет проводиться | не будет проводиться | не будет проводиться | не будет проводиться   | не будет проводиться |

Пояснения: Турнир Hearing Life Tour Challenge (и мужской, и женский) проводится в двух Лигах (Tier 1 и Tier 2). В Лиге Tier 1 участвуют лучшие 16 команд мирового рейтинга. В Лиге Tier 2 приглашаются следующие 11 по рейтингу команд, а также организаторы добавляют 5 региональных канадских команд.

## Мировой рейтинг сборных
| Место | Сборная          | Очки   |
| ----- | ---------------- | ------ |
| 1     | Швеция           | 84.085 |
| 2     | Канада           | 78.085 |
| 3     | Шотландия        | 60.845 |
| 4     | Италия           | 48.577 |
| 5     | Швейцария        | 45.085 |
| 6     | США              | 38.296 |
| 7     | Республика Корея | 34.507 |
| 8     | Норвегия         | 26.282 |
| 9     | Германия         | 25.69  |
| 10    | Япония           | 19.831 |
| 11    | Чехия            | 19.324 |
| 12    | Нидерланды       | 16.535 |
| 13    | Россия           | 12.225 |
| 14    | Дания            | 11.901 |
| 15    | Финляндия        | 11.873 |
| 16    | Турция           | 11.718 |
| 17    | Китай            | 9.803  |
| 18    | Испания          | 8.659  |
| 19    | Новая Зеландия   | 8.141  |
| 20    | Китайский Тайбэй | 7.51   |

| Место | Сборная          | Очки   |
| ----- | ---------------- | ------ |
| 1     | Швейцария        | 84.459 |
| 2     | Канада           | 62.351 |
| 3     | Республика Корея | 50.838 |
| 4     | Швеция           | 45     |
| 5     | Япония           | 39.027 |
| 6     | США              | 35.838 |
| 7     | Шотландия        | 33.338 |
| 8     | Италия           | 31.676 |
| 9     | Дания            | 31.27  |
| 10    | Норвегия         | 31.081 |
| 11    | Турция           | 16.919 |
| 12    | Германия         | 15.784 |
| 13    | Россия           | 11.982 |
| 14    | Эстония          | 11.486 |
| 15    | Чехия            | 11.014 |
| 16    | Венгрия          | 8.973  |
| 17    | Китай            | 8.865  |
| 18    | Латвия           | 8.392  |
| 19    | Новая Зеландия   | 6.622  |
| 20    | Литва            | 6.119  |

| Место | Сборная          | Очки   |
| ----- | ---------------- | ------ |
| 1     | Норвегия         | 66.791 |
| 2     | Швеция           | 60.537 |
| 3     | Шотландия        | 58.06  |
| 4     | Швейцария        | 47.522 |
| 5     | Канада           | 43.075 |
| 6     | США              | 42.209 |
| 7     | Италия           | 41.403 |
| 8     | Эстония          | 37.09  |
| 9     | Япония           | 32.284 |
| 10    | Германия         | 23.627 |
| 11    | Германия         | 18.701 |
| 12    | Австралия        | 18.507 |
| 13    | Республика Корея | 18.119 |
| 14    | Дания            | 14.015 |
| 15    | Китай            | 13.806 |
| 16    | Венгрия          | 11.254 |
| 17    | Турция           | 9.991  |
| 18    | Испания          | 9.149  |
| 19    | Новая Зеландия   | 8.991  |
| 20    | Финляндия        | 8.672  |

| Место | Сборная           | Очки   |
| ----- | ----------------- | ------ |
| 1     | Китай             | 83.582 |
| 2     | Канада            | 70.149 |
| 3     | Швеция            | 62.537 |
| 4     | Норвегия          | 53.254 |
| 5     | Республика Корея  | 34.746 |
| 6     | США               | 32.203 |
| 7     | Латвия            | 30.448 |
| 8     | Шотландия         | 28.403 |
| 9     | Словакия          | 25.433 |
| 10    | Россия            | 23.582 |
| 11    | Италия            | 17.493 |
| 12    | Чехия             | 15.343 |
| 13    | Эстония           | 14.91  |
| 14    | Швейцария         | 13.761 |
| 15    | Финляндия         | 8.251  |
| 16    | Япония            | 7.976  |
| 17    | Дания             | 7.791  |
| 18    | Германия          | 6.955  |
| 19    | Польша            | 6.507  |
| 20    | Саудовская Аравия | 6.448  |

| Место | Сборная          | Очки   |
| ----- | ---------------- | ------ |
| 1     | Республика Корея | 59.915 |
| 2     | Латвия           | 55.745 |
| 3     | США              | 51.745 |
| 4     | Китай            | 50     |
| 5     | Италия           | 45.532 |
| 6     | Швеция           | 35     |
| 7     | Словакия         | 34.979 |
| 8     | Венгрия          | 30.426 |
| 9     | Канада           | 28.149 |
| 10    | Япония           | 27.787 |
| 11    | Норвегия         | 25.532 |
| 12    | Эстония          | 24.681 |
| 13    | Англия           | 22.979 |
| 14    | Шотландия        | 20.511 |
| 15    | Дания            | 13.766 |
| 16    | Финляндия        | 12.766 |
| 17    | Германия         | 12.511 |
| 18    | Швейцария        | 12.468 |
| 19    | Польша           | 6.426  |
| 20    | Турция           | 5.702  |

| Место | Сборная          | Очки   |
| ----- | ---------------- | ------ |
| 1     | Канада           | 87.273 |
| 2     | Швеция           | 56.245 |
| 3     | Испания          | 49.455 |
| 4     | Норвегия         | 48.909 |
| 5     | Швейцария        | 37.182 |
| 6     | Германия         | 36.764 |
| 7     | Шотландия        | 36.655 |
| 8     | Япония           | 24.167 |
| 9     | Австралия        | 17.789 |
| 10    | Латвия           | 16.564 |
| 11    | Венгрия          | 15.878 |
| 12    | Дания            | 15.573 |
| 13    | Италия           | 15.231 |
| 14    | Республика Корея | 14.727 |
| 15    | Финляндия        | 13.825 |
| 16    | США              | 13.671 |
| 17    | Россия           | 12.864 |
| 18    | Бельгия          | 12.669 |
| 19    | Чехия            | 9.764  |
| 20    | Словакия         | 9.373  |

## Рейтинг команд вМировом туре
| Место | Команда          | Очки  |
| ----- | ---------------- | ----- |
| 1     | Жоэль Реторна    | 440.5 |
| 2     | Брюс Моуэт       | 394   |
| 3     | Брэд Гушу        | 381.8 |
| 4     | Брендан Боттчер  | 366.8 |
| 5     | Росс Уайт        | 323.3 |
| 6     | Никлас Эдин      | 321.8 |
| 7     | Янник Шваллер    | 305.8 |
| 8     | Майк Макьюэн     | 236.9 |
| 9     | Мэтт Данстон     | 224.3 |
| 10    | Кевин Куи        | 209.5 |
| 11    | Рид Карразерс    | 208   |
| 12    | James Craik      | 199.8 |
| 13    | Джон Шустер      | 196.3 |
| 14    | Михаэль Бруннер  | 193.9 |
| 15    | Кэмерон Брайс    | 178.6 |
| 16    | Aaron Sluchinski | 167.3 |
| 17    | Магнус Рамсфьелл | 162.8 |
| 18    | Кори Дропкин     | 154.8 |
| 19    | Юсукэ Мородзуми  | 154.1 |
| 20    | Кайл Уодделл     | 144.3 |
| 21    | Rylan Kleiter    | 139.6 |
| 22    | Daniel Casper    | 135.8 |
| 23    | Marco Hoesli     | 134.8 |
| 24    | Karsten Sturmay  | 134   |
| 25    | Benny Kapp       | 132.1 |
| 26    | Yves Stocker     | 126   |
| 27    | Пак Чон Док      | 125.8 |
| 28    | Джон Эппинг      | 123.3 |
| 29    | Ваутер Госгенс   | 121.8 |
| 30    | Sam Mooibroek    | 120.9 |

| Место | Команда              | Очки  |
| ----- | -------------------- | ----- |
| 1     | Рейчел Хоман         | 498.8 |
| 2     | Сильвана Тиринцони   | 434.3 |
| 3     | Ким Ынджи            | 362   |
| 4     | Дженнифер Джонс      | 316.1 |
| 5     | Анна Хассельборг     | 298   |
| 6     | Изабелла Врано       | 271.8 |
| 7     | Ким Ын Джон          | 265.8 |
| 8     | Керри Эйнарсон       | 251.3 |
| 9     | Стефания Константини | 250.8 |
| 10    | Кейтлин Лоус         | 207.4 |
| 11    | Xenia Schwaller      | 203.9 |
| 12    | Сацуки Фудзисава     | 190.8 |
| 13    | Табита Питерсон      | 186.9 |
| 14    | Selena Sturmay       | 180.1 |
| 15    | Ребекка Моррисон     | 172.4 |
| 16    | Кейт Кэмерон         | 167   |
| 17    | Delaney Strouse      | 164.9 |
| 18    | Марианне Рёрвик      | 148.9 |
| 19    | Икуэ Китадзава       | 148.6 |
| 20    | Даниэль Инглис       | 145.4 |
| 21    | Sayaka Yoshimura     | 141   |
| 22    | Corryn Brown         | 136.6 |
| 23    | Seungyoun Ha         | 129.8 |
| 24    | Serena Gray-Withers  | 128.6 |
| 25    | Kayla Skrlik         | 125.3 |
| 26    | Мадлен Дюпон         | 123.1 |
| 27    | Джолин Кэмпбелл      | 122.9 |
| 28    | Skylar Ackerman      | 119.3 |
| 29    | Miyu Ueno            | 117.1 |
| 30    | Momoha Tabata        | 114   |

| Место | Команда                | Очки  |
| ----- | ---------------------- | ----- |
| 1     | Калдвеэ / Лилл         | 206   |
| 2     | Скаслиен / Недреготтен | 188.8 |
| 3     | Уокер / Майерс         | 167.1 |
| 4     | Коана / Аоки           | 140.3 |
| 5     | Matsumura / Tanida     | 138.3 |
| 6     | Лотт / Лотт            | 128.6 |
| 7     | Рённинг / Бранден      | 126.9 |
| 8     | Врано / Врано          | 126.3 |
| 9     | Martin / Laycock       | 99.4  |
| 10    | Papley / van Amsterdam | 98.6  |
| 11    | Уигл / Эппинг          | 97.3  |
| 12    | Сен-Жорж / Асселен     | 97.1  |
| 13    | Шваллер / Шваллер      | 95.1  |
| 14    | Cotter / Cotter        | 94.4  |
| 15    | Тиес / Дропкин         | 91.9  |
| 16    | Гилл / Хьюитт          | 90.1  |
| 17    | Джонс / Лэинг          | 88.5  |
| 18    | Перре / Риос           | 86.6  |
| 19    | Ким Джи Юн / Чон       | 86.3  |
| 20    | Reese-Hansen / Chester | 85.1  |
| 21    | Дежарден               | 84.5  |
| 22    | Kleiter / Kleiter      | 77.3  |
| 23    | Han / Zou              | 74.9  |
| 24    | Zheng / Pietrangelo    | 73.4  |
| 25    | Powers / Saunders      | 73.3  |
| 26    | Вестман / Альберг      | 71.9  |
| 27    | Хэмилтон / Хэмилтон    | 70.9  |
| 28    | Gagne / Morissette     | 70.3  |
| 29    | Sandham / Craig        | 70.1  |
| 30    | Yang / Tian            | 69.6  |